# توییت‌ها (فیلم)
توییت‌ها (انگلیسی: The Twits) یک فیلم انیمیشن آمریکایی کمدی به کارگردانی فیل جانستون است. جانستون فیلم‌نامه را با همکاری مگ فوریو از روی داستانی از کیرک دمیکو و جان کلیز نوشته است که بر پایه رمان کودکان با همین نام اثر رولد دال در سال ۱۹۸۰ است. در این فیلم ناتالی پورتمن، امیلیا کلارک، مارگو مارتیندال و جانی وگاس ایفای نقش کردند.

## صداپیشگان
- ناتالی پورتمن
- امیلیا کلارک
- مارگو مارتیندال در نقش خانم توییت
- جانی وگاس در نقش آقای توییت

## تولید

### توسعه
در آوریل ۲۰۲۲، پس از خرید رولد دال کامپنی توسط نتفلیکس، گزارش شد که یک فیلم بلند توسط نتفلیکس توزیع خواهد شد، پس از اینکه قبلاً تولید یک سریال انیمیشنی بر اساس این کتاب را اعلام کرده بود. در سپتامبر ۲۰۲۳، همزمان با انتشار اولین تصویر از این فیلم، اعلام شد که فیل جانستون کارگردانی فیلم و نوشتن فیلم‌نامه را با مگ فوریو بر عهده دارد.

### بازیگران
در ژوئن ۲۰۲۴، اعلام شد که ناتالی پورتمن، امیلیا کلارک، مارگو مارتیندال و جانی وگاس به گروه بازیگران پیوستند.

## انتشار
این فیلم قرار است در سال ۲۰۲۵ در نتفلیکس منتشر شود.